# Гері Болл
Гері Ієн Болл (англ. Gary Ian Ball, 1953—1993) був новозеландським альпіністом. Двічі підкорював гору Еверест, у 1990 та 1992 роках. Один зі співззасновників туристичної компанії Adventure Consultants.

## Кар'єра
Болл був польовим гідом та інструктором з виживання Новозеландської антарктичної програми на Скотт-Бейс у 1976–77 роках, а також польовим гідом експедиції німецької антарктичної експедиції у північній частині Землі Вікторії у 1979–80 роках. Він 26 разів піднімався на гору Кука (Аоракі) в Південних Альпах (Нова Зеландія), що на той час було рекордом.
У 1989 році Гері Болл безуспішно намагався зійти на Еверест. У 1990 році йому вдалося підкорити Еверест разом з Пітером Гілларі та Робом Голлом. З вершини вони зателефонували на новозеландську телевізійну станцію для розмови в прямому ефірі у прайм-тайм. Після повернення до Нової Зеландії вони брали участь у парадах та отримали корпоративне спонсорство для подальших сходжень.
У 1990 році Голл і Болл разом підкорили Сім вершин за сім місяців.
У 1991 вони разом заснували компанію Adventure Consultants та були серед перших, хто почав проводити екскурсії на Еверест. Голл і Болл разом підкорили 16 гір і були знаменитостями в Новій Зеландії завдяки своїм альпіністським подвигам.
У 1990 році Болла було нагороджено пам'ятною медаллю на честь 150-річчя підписання Договору Вайтангі.
У 1992 році Болл спробував зійти на К2, але його вразила легенева емболія. Його рятували з висоти 8300 метрів протягом кількох днів, спочатку Роб Голл, а пізніше команда, до складу якої входили Ден Мазур, Скотт Фішер, Ед Вістурс, Ніл Бейдлман та Джон Пратт.

## Загибель

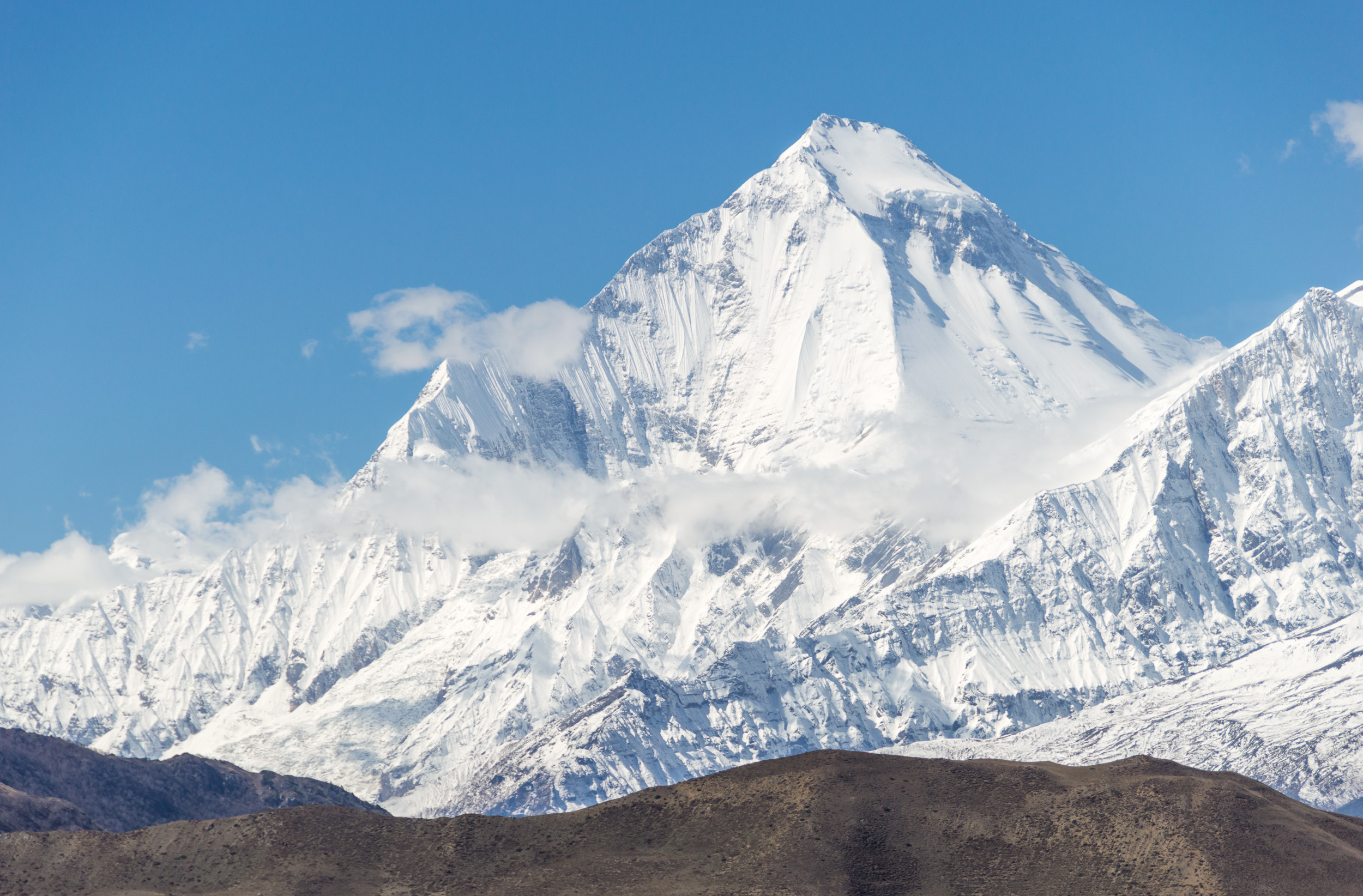
Дхаулагірі

Болл помер у жовтні 1993 року під час спільного з Голлом сходження на гімалайську гору Дхаулагірі через висотний набряк легень. Голл поховав тіло друга в розколині на горі, і його було знову виявлено лише через десять років. У 2004 році члени його родини влаштували експедицію для перепоховання тіла поїздку, щоб перепоховати тіло.

## Пам'ять
Льодовик Болла — льодовик завдовжки 13 км у Землі Вікторії, Антарктида, названий на честь Болла Новозеландською географічною радою. Болл піднявся на гору Лістер з італійською польовою групою в 1976–77 роках і розбив табір на цьому льодовику; тоді він був польовим асистентом у групі Новозеландської антарктичної дослідницької програми Р. Х. Фіндлі в цьому районі в 1980–81 роках.
Пік Болла — гора, названа Новозеландською географічною радою на честь Болла у пам'ять про його роботу на Скотт-Бейс, а також польовим гідом у для експедиції GANOVEX (див. вище). Ця гора має висоту 1700 метрів і розташована на вершині льодовика Лофтус на хребті Асгард, Земля Вікторії, гори Голла та піку Гарріса.